# Hôtel de préfecture de l'Ariège
L'hôtel de préfecture de l'Ariège est un bâtiment situé à Foix, en France. Il sert de préfecture au département de l'Ariège.

## Localisation
L'édifice est situé dans le département français de l'Ariège, sur la commune de Foix.

## Historique
Les terrains de la préfecture sont à l'origine occupés par l'abbaye Saint-Volusien, construite au XIIe siècle. Détruite lors des Guerres de religion, l'abbaye est reconstruite au XVIIe siècle. L'édifice est acquis par la ville de Foix en 1791. Les services de la préfecture s'y installent en 1800. La préfecture est restaurée et agrandie au XIXe siècle.